# The White Lotus
The White Lotus är en amerikansk dramakomedi vars första säsong hade premiär den 11 juli 2021. Sedan dess har ytterligare två säsonger sänts, och serien har kontrakt på en fjärde säsong. Serien är skapad av Mike White, som också skrivit seriens manus.
Serien har mottagit mycket god kritik och har vunnit flera Emmy Award och Golden Globe Award. Jennifer Coolidge, som medverkade i de första två säsongerna, har bland annat vunnit två Emmys och en Golden Globe för sin roll som Tanya.
The White Lotus är en så kallad antologiserie med fristående handling i de olika säsongerna, även om ett fåtal av rollfigurerna återkommit i säsongerna. Serien anses vara samhällssatir.

## Handling
Serien, som utspelar sig under en vecka, kretsar kring en grupp gäster och anställda på en lyxresort. Vissa är där på semester, medan andra är på smekmånad. Gemensamt för alla är att de har saker som de vill dölja. Säsong 1 utspelade sig på Hawaii. Säsong 2 utspelade sig på Sicilien medan tredje säsongen utspelade sig i Thailand.

## Rollista i urval

### Säsong 1
- Murray Bartlett - Armond
- Connie Britton - Nicole Mossbacher
- Jennifer Coolidge - Tanya McQuoid
- Alexandra Daddario - Rachel Patton
- Fred Hechinger - Quinn Mossbacher
- Jake Lacy - Shane Patton
- Brittany O'Grady - Paula
- Natasha Rothwell - Belinda Lindsey
- Molly Shannon - Kitty Patton
- Sydney Sweeney - Olivia Mossbacher
- Steve Zahn - Mark Mossbacher
- Lukas Gage - Dillon
- Kekoa Scott - Kekumano
- Jon Gries - Greg Hunt
- Alec Merlino - Hutch

### Säsong 2
- F. Murray Abraham - Bert Di Grasso
- Michael Imperioli - Dominic Di Grasso
- Adam DiMarco - Albie Di Grasso
- Jennifer Coolidge - Tanya McQuoid-Hunt
- Jon Gries - Greg Hunt
- Beatrice Grannò - Mia
- Simona Tabasco - Lucia Greco
- Tom Hollander - Quentin
- Sabrina Impacciatore - Valentina
- Theo James - Cameron Sullivan
- Meghann Fahy - Daphne Sullivan
- Aubrey Plaza - Harper Spiller
- Will Sharpe - Ethan Spiller
- Haley Lu Richardson - Portia
- Leo Woodall - Jack
- Bruno Gouery - Didier
- Nicola Di Pinto - Tommaso

### Säsong 3
- Leslie Bibb – Kate
- Carrie Coon – Laurie
- Michelle Monaghan – Jaclyn
- Walton Goggins – Rick Hatchett
- Aimee Lou Wood – Chelsea
- Sarah Catherine Hook – Piper Ratliff
- Jason Isaacs – Timothy Ratliff
- Parker Posey – Victoria Ratliff
- Patrick Schwarzenegger – Saxton Ratliff
- Sam Nivola – Lochlan Ratliff
- Natasha Rothwell – Belinda Lindsey
- Nicholas Duvernay – Zion Lindsey
- Lalisa Manobal – Mook
- Lek Patravadi – Sritala
- Tayme Thapthimthong – Gaitok
- Arnas Fedaravičius – Valentin
- Christian Friedel – Fabian
- Dom Hetrakul – Pornchai
- Morgana O'Reilly – Pam
- Charlotte Le Bon – Chloe
- Jon Gries – Greg Hunt
- Sam Rockwell – Frank
- Scott Glenn – Jim Hollinger
- Julian Kostov – Alexei
- Yuri Kolokolnikov – Vlad
- Shalini Peiris – Amrita
- Suthichai Yoon – Luang Por Teera